# Superstaat
Der Begriff Superstaat (engl. superstate) bezeichnet in der Geopolitik einen besonders großen (nach geographischer Fläche oder Anzahl der Einwohner) und mächtigen Staat, der aus der Vereinigung mehrerer kleinerer Staaten hervorgegangen ist.

## Geschichte des Begriffs
Im frühen 20. Jahrhundert hatte der Begriff „Superstaat“ eine ähnliche Definition wie heutige supranationale Organisationen.
In einem Artikel von Edward A. Harriman aus dem Jahr 1927 über den Völkerbund wurde ein Superstaat lediglich als „eine Organisation, der ein Staat angehört und die den Mitgliedern selbst übergeordnet ist“ definiert, da „ein vollständiger Superstaat über legislative, exekutive und judikative Organe verfügt, die seine Gesetze erlassen, ausführen und auslegen“. Nach dieser Definition betrachtete Harriman den Völkerbund als „rudimentären Superstaat“ und die Vereinigten Staaten von Amerika als „Beispiel für einen vollständigen und perfekten Superstaat“.
In den 1970er Jahren wurde der Begriff „Superstaat“ insbesondere in der wissenschaftlichen Literatur verwendet, um einen besonders reichen und mächtigen Staat zu bezeichnen, ähnlich wie der Begriff Supermacht. In diesem Zusammenhang wurde der Begriff beispielsweise auf Japan angewandt, da einige Wissenschaftler aufgrund des dortigen Wirtschaftswachstums der vorigen Jahrzehnte davon ausgingen, dass Japan in naher Zukunft die USA als wirtschaftlich stärkstes Land ablösen könnte, was jedoch aufgrund wirtschaftlicher Stagnation nicht geschah.
In der gegenwärtigen politischen Debatte über die potentielle Zukunft der Europäischen Union (EU) wird der Begriff „Superstaat“ von Anhängern des Europäischen Föderalismus verwendet, um die Entwicklung zu bezeichnen, bei der sich die Länder der EU von ihrem derzeitigen De-facto-Status als Konföderation zu einer vollwertigen Föderation, bekannt als die Vereinigten Staaten von Europa, entwickeln.